# Sonnac (Charente-Maritime)
Sonnac település Franciaországban, Charente-Maritime megyében. Lakosainak száma 503 fő (2022. január 1.). Sonnac Bréville, Brie-sous-Matha, Haimps, Louzignac, Matha, Mons és Thors községekkel határos.

## Népesség
A település népessége az elmúlt években az alábbi módon változott:
| Lakosok száma | 673  | 558  | 536  | 529  | 542  | 526  | 505  | 493  | 486  | 503  |
|               | 1968 | 1982 | 1990 | 2006 | 2013 | 2015 | 2017 | 2019 | 2020 | 2022 |